# Flughafen Gardabya

i7
i11
i13
Der Flughafen Gardabya (englisch Gardabya Airport, IATA-Code: SRX, ICAO-Code: HLGO) ist der militärisch und zivil genutzte Flughafen von Sirte in Libyen.

## Lage
Der Flughafen liegt 16 km südlich der Stadt Sirte sowie zwei Kilometer westlich von Qasr Abu Hadi.
Das Flughafengelände liegt an der Straße nach Waddan.

## Flugplatzmerkmale
Der Tower (TWR) sendet und empfängt auf der Frequenz 118,6 MHz.
Der Flughafen verfügt über verschiedene Navigationshilfen.
Das ungerichtete Funkfeuer (NDB) sendet auf der Frequenz: 407 kHz mit der Kennung SRT.
Die Ortsmissweisung beträgt 2° Ost. (Stand: 2006)

### Dienste
Für den zivilen Flugverkehr bietet Libyan Airlines nationale Flüge z. B. nach Tripolis International an.
Der Flughafen beheimatete das 1124. Squadron der libyschen Luftwaffe und wird seit dem Juni 2015 vom Islamischen Staat kontrolliert.

## Zwischenfälle
Laut ASN sind keine Unfälle in der Nähe des Flughafens bekannt.